# José Manuel García-Margallo
José Manuel García-Margalló Marfil (ur. 13 sierpnia 1944 w Madrycie) – hiszpański polityk i prawnik, specjalista w zakresie polityki monetarnej, poseł do Parlamentu Europejskiego IV, V, VI, VII i IX kadencji, w latach 2011–2016 minister spraw zagranicznych.

## Życiorys
W 1965 ukończył studia prawnicze na Uniwersytecie Deusto. W 1972 uzyskał magisterium (na Harvardzie). Doktoryzował się z dziedziny prawa na Universidad Miguel Hernández (2002).
W młodości był związany z Hiszpańską Młodzieżą Monarchistyczną oraz Federacją Studiów Niezależnych (Federación de Estudios Independientes, FEDISA) założoną przez Manuela Fragę Iribarnego.
Po ukończeniu studiów licencjackich został zatrudniony jako inspektor podatkowy. Od 1977 pracował w Ministerstwie Kultury (do 1979). Od 1990 prowadził praktykę adwokacką. W 1977 został wybrany z listy UCD z okręgu Melilla w skład pierwszego Kongresu Deputowanych pochodzącego z wolnych wyborów od 1936. Był przewodniczącym komisji petycji Kongresu Deputowanych (1979–1982). W 1982 wszedł do parlamentu z listy Sojuszu Ludowego w okręgu Walencja, zostając rzecznikiem ds. gospodarczych i finansowych (1986–1994).
W 1994 z ramienia Partii Ludowej został posłem do Parlamentu Europejskiego, gdzie był wiceprzewodniczącym Podkomisji ds. Monetarnych (1994–1999) oraz przewodniczącym Komisji Gospodarczej i Monetarnej (1999–2004). Z powodzeniem ubiegał się o reelekcję w 1999, 2004 i 2009. W VI kadencji pełnił obowiązki wiceprzewodniczącego Komisji Gospodarczej i Monetarnej. Odszedł z PE w związku z objęciem 22 grudnia 2011 urzędu ministra spraw zagranicznych i współpracy w rządzie, na czele którego stanął Mariano Rajoy. W kolejnych wyborach w 2015 oraz w 2016 ponownie uzyskiwał mandat deputowanego. 4 listopada 2016 zakończył pełnienie funkcji ministra. W 2019 ponownie wybrany na deputowanego do Europarlamentu.